# Венгрия на летних Олимпийских играх 1936
На Летних Олимпийских играх 1936 года Венгрию представляло 216 спортсменов (197 мужчин и 19 женщин), выступивших в 21 виде спорта. Они завоевали 10 золотых, 1 серебряную и 5 бронзовых медалей, что вывело венгерскую сборную на 3-е место в неофициальном командном зачёте.

## Медалисты
| Медаль  | Спортсмен | Вид спорта            | Дисциплина                               |
| ------- | --- | --------------------- | ---------------------------------------- |
| Золото  | Кальман Хазаи Оливер Халашши Мартон Хомоннаи Янош Немет Миклош Шаркань Йенё Бранди Михай Божи Иштван Мольнар Дьёрдь Куташи Шандор Тарич | Водное поло           | Мужчины                                  |
| Золото  | Ференц Чик | Плавание              | Мужчины, 100 м вольным стилем            |
| Золото  | Ибойя Чак | Лёгкая атлетика       | Женщины, прыжки в высоту                 |
| Золото  | Имре Харанги | Бокс                  | Мужчины, до 61,2 кг                      |
| Золото  | Илона Элек | Фехтование            | Женщины, рапира, личное первенство       |
| Золото  | Эндре Кабош | Фехтование            | Мужчины, сабля, личное первенство        |
| Золото  | Аладар Геревич Эндре Кабош Пал Ковач Тибор Берцей Имре Райци Ласло Райчаньи                                                             | Фехтование            | Мужчины, сабля, командное первенство     |
| Золото  | Мартон Лёринц | Борьба                | Мужчины, греко-римская борьба, до 56 кг  |
| Золото  | Эдён Зомбори | Борьба                | Мужчины, вольная борьба, до 56 кг        |
| Золото  | Карой Карпати | Борьба                | Мужчины, вольная борьба, до 66 кг        |
| Серебро | Ральф Берженьи | Стрельба              | Мужчины, винтовка лёжа, 50 м             |
| Бронза  | Ференц Чик Арпад Лендьель Оскар Абай-Немеш Эдён Гроф                                                                                    | Плавание              | Мужчины, эстафета 4×200 м вольным стилем |
| Бронза  | Йожеф фон Платти | Конный спорт          | Конкур, личное первенство                |
| Бронза  | Аладар Геревич | Фехтование            | Мужчины, сабля, личное первенство        |
| Бронза  | Йожеф Палоташ | Борьба                | Мужчины, греко-римская борьба, до 79 кг  |
| Бронза  | Маргит Чиллик Маргит Калочаи Илона Мадари Габриэлла Месарош Маргит Надь Юдит Тот Ольга Тёрёш Эстер Воит                                 | Спортивная гимнастика | Женщины, командное первенство            |

## Результаты соревнований

### Академическая гребля
Соревнования в академической гребле на Играх 1936 года проходили с 11 по 14 августа. В следующий раунд из каждого заезда проходили несколько лучших экипажей (в зависимости от раунда и дисциплины). В финал выходили 6 сильнейших экипажей.
Мужчины
| Соревнование | Спортсмены                | Предварительный заезд | Предварительный заезд | Предварительный заезд | Отборочный заезд | Отборочный заезд | Отборочный заезд | Полуфинал            | Полуфинал            | Полуфинал            | Финал                | Финал                |
| Соревнование | Спортсмены                | Заезд                 | Время                 | Место                 | Заезд            | Время            | Место            | Заезд                | Время                | Место                | Время                | Место                |
| ------------ | ------------------------- | --------------------- | --------------------- | --------------------- | ---------------- | ---------------- | ---------------- | -------------------- | -------------------- | -------------------- | -------------------- | -------------------- |
| одиночки     | Ласло Козма               | 3                     | 7:47,0                | 5                     | 1                | 7:45,9           | 4                | завершил выступление | завершил выступление | завершил выступление | завершил выступление | завершил выступление |
| двойки       | Карой Дьёри Тибор Мамушич | 2                     | 7:19,0                | 1 Q                   | не участвовали   | не участвовали   | не участвовали   | не проводится        | не проводится        | не проводится        | 8:25,7               | 4                    |

### Гандбол
Сборная Венгрии по гандболу заняла 4 место. Состав: 
- Antal Benda
Sándor Cséfay
Ferenc Cziráki
Miklós Fodor
Lőrinc Galgóczi
János Koppány
Lajos Kutasi
Tibor Máté
Imre Páli
Ferenc Rákosi
Endre Salgó
István Serényi
Sándor Szomori
Gyula Takács
Антал Уйвари
Ferenc Velkey

### Хоккей на траве
Сборная Венгрии по хоккею заняла 3 место в группе А, итоговое  5—11-е места. Состав: 
- Béla Bácskai
Zoltán Berkes
Dénes Birkás
István Csák
László Cseri
Béla Háray
Gyula Kormos
Gusztáv Lifkai
Róbert Lifkai
György Margó
Ferenc Miklós
Ferenc Szamosi
Zoltán Turcsányi
Tamas von Márffy-Mantuano
Géza von Teleki